# Ярославка (зупинний пункт)
Яросла́вка — зупинний пункт Ніжинського напряму Південно-Західної залізниці. Розташована між зупинними пунктами Трубіж (2 км) та Марківці (4 км). Розташована біля дачного селища та села Марківці. Свою назву отримала від села Ярославка, що розташоване за 5 км.
Платформу було відкрито у 1974 році. Лінію електрифіковано в 1964 році.